# SEG Plaza

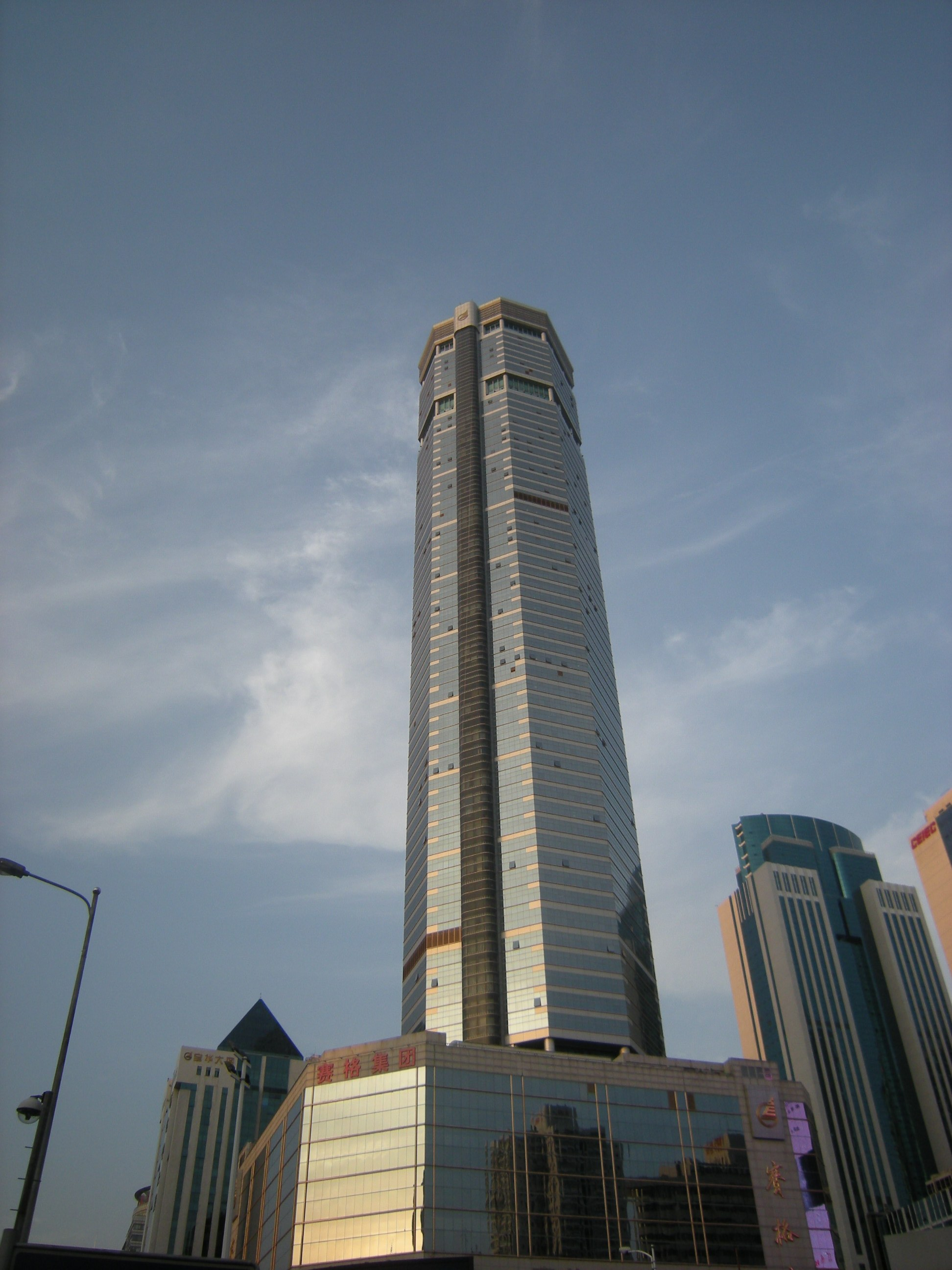
O SEG Plaza em novembro de 2009.

SEG Plaza é um dos arranha-céus mais altos do mundo, com 292 metros (957 ft). Edificado na cidade de Shenzhen, China, foi concluído em 2000 com 72 andares.